# Iván Serov
Iván Aleksándrovich Serov (en ruso: Ива́н Алексáндрович Серóв, 13 de agosto de 1905-1 de julio de 1990) fue un general de seguridad estatal y destacado líder de las agencias soviéticas de seguridad e inteligencia, jefe de la KGB entre marzo de 1954 y diciembre de 1958, y jefe de la GRU entre 1958 y 1963. Fue vicecomisario de la NKVD bajo Lavrenti Beria, y jugó un papel importante en las intrigas políticas después de la muerte de Iósif Stalin. Serov ayudó a establecer una variedad de fuerzas policiales secretas en Europa Central y Oriental después del establecimiento del Telón de Acero, y jugó un papel importante en la represión de la Revolución húngara de 1956.
Serov dirigió tanto la agencia de inteligencia política (KGB) como la agencia de inteligencia militar (GRU), lo que lo hizo único en la historia ruso-soviética. Dentro de las fuerzas de seguridad soviéticas, Serov era ampliamente conocido por jactarse ante sus colegas de que podía "romper todos los huesos en el cuerpo de un hombre sin matarlo".

## Importancia
Serov, aunque en general se considera menos importante que Beria en la literatura moderna, ayudó a llevar el estalinismo a Europa y estalinizar a la Unión Soviética. La consolidación del poder soviético en el Bloque del Este llevada a cabo por Serov fue ayudada por la organización tanto del Urząd Bezpieczeństwa (Servicio de Inteligencia Polaco) en Polonia, como de la Stasi en Alemania del Este.
La caída de Serov del poder se ha relacionado con Oleg Penkovski, su protegido, siendo un oficial que se convirtió en agente doble.